# Corsini (azienda)
La Corsini Biscotti Srl, o semplicemente Corsini, è un'azienda alimentare italiana specializzata nella produzione di biscotti.

## Storia
L'azienda dolciaria è stata fondata da Corrado e Solidea Corsini nel 1921 a Castel del Piano, nella provincia di Grosseto.
Nel 1968 la produzione di biscotti venne separata dal forno e nel 1988 fu creato il primo stabilimento dolciario.
Nel 2011 l'azienda aveva un fatturato di circa 13 milioni l'anno.
Nel 2010 la Corsini venne premiata con il Cibus International Export Award, riconoscimento conferito alle aziende che maggiormente promuovono il made in Italy all'estero, difatti il 40% della sua produzione viene esportato in 25 paesi del mondo tra cui: l'Inghilterra, gli Stati Uniti, il Giappone, la Russia e i paesi del Nord Europa.
Nel 2011 la famiglia Corsini venne premiata a Golosaria con il riconoscimento Le famiglie del gusto.

## Prodotti
Tra i suoi prodotti più noti vi sono i biscotti cantuccini, il panettone, la colomba e il pandoro.